# Подгорный, Ной Моисеевич
Ной Моисеевич Подгорный (30 октября 1897, Житомир, Российская Империя — 1988, Харьков, СССР) — известный советский архитектор, работавший в Харькове, СССР. Брат архитектора Рады Моисеевны Подгорной.

## Биография
Ной Моисеевич Подгорный родился в Житомире, в еврейской семье. Окончил в Киеве художественное училище (1913—1918) и художественный институт (1924—1929). Работал помощником архитектора на строительстве здания Академии наук УССР (1927—1928). 1930 г. приехал в Харьков с бригадой архитектора П. Ф. Алешина по проектированию и строительству социалистического города «Новый Харьков» в районе Харьковского тракторного завода (ХТЗ). Был старшим инженером Наркомхоза УССР (1931—1934), руководителем 3ей мастерской в Харьковском отделении Горстройпроекта (1938—1941), принимал участие в строительстве 45 школ и 50 детских учреждений.
Его проекты комплекса Национального университета электроники и главного корпуса Академии железнодорожного транспорта включены в список архитектурных памятников Харькова.

## Избранные проекты и постройки
в Харькове:
- Планировка и застройка социалистического города «Новый Харьков» в районе ХТЗ (в составе коллектива авторов)
- Комплекс института радиоэлектроники (1950-е годы)
- Главный корпус Харьковского института инженеров транспорта (ХИИТа) на площади Фейербаха
- Жилые здания в Харьков|Харькове:
  - ул. Чернышевского, 95
  - ул. Гаршина, 5/7
  - ул. Гиршмана, 19
  - ул. Пушкинской, 49[3]
- Дом по ул. Гагарина, 7, в Харьков|Харькове (1930, памятник истории и культуры[4]
- Дом по ул. Гаршина, 5/1 в Харьков|Харькове — пример удачного архитектурного решения[5]